# کاترین دیمون
کاترین دیمون (انگلیسی: Cathryn Damon؛ ۱۱ سپتامبر ۱۹۳۰ – ۴ مهٔ ۱۹۸۷) یک هنرپیشه اهل ایالات متحده آمریکا بود. وی بین سال‌های ۱۹۵۷ تا ۱۹۸۷ میلادی فعالیت می‌کرد.
از فیلم‌هایی که وی در آن نقش داشته است می‌توان به او یک بچه دارد و چگونه بر هزینه‌های بالای زندگی غلبه کنیم اشاره کرد.